# Václav Mýtný
Václav Mýtný (1749 – 1791) byl český hudební skladatel, kantor a ředitel kůru ve Frenštátě pod Radhoštěm.
V roce 1777 zkomponoval a ještě téhož roku dne 25. 12. 1777 premiéroval Valašskou mši jitřní. Celou mši měl zkomponovanou za 4 měsíce. Mýtný se inspiroval místními valašskými koledami, které se zpívali při jitřních mších. Ve mši je využit specifický hudební nástroj valašská trouba, jedná se o dechový nástroj.
Mše se v dnešní době pravidelně provozuje ve Frenštátě pod Radhoštěm v rámci půlnoční mše v kostele sv. Jana Křtitele v provedení místního farního sboru. 

### Nahrávky
- Pěveckého sdružení Kopřivnice, z. s. - PSK nahráli Valašskou mši jitřní https://psk-koprivnice.webnode.cz/o-nas/
- Slovácký komorní orchestr: Valašská mše jitřní https://youtu.be/a9A6y9FVNdI?si=Ine_i6V60dpzZgg8